# Prefektura Mijagi

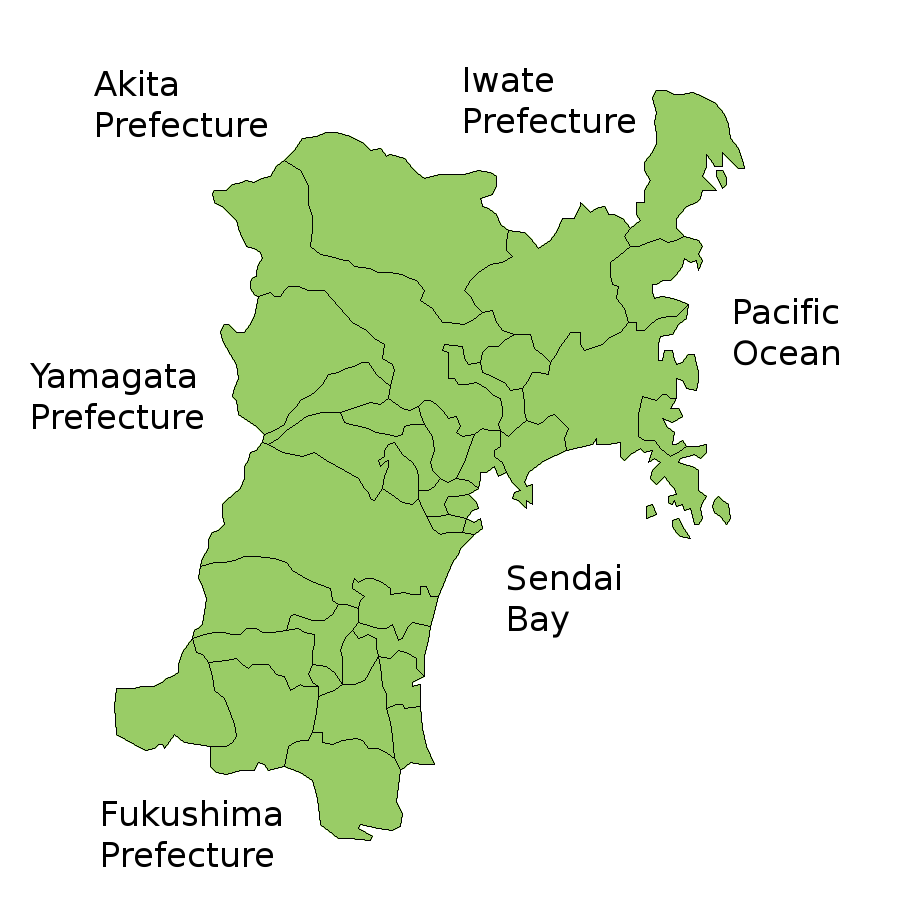
Mapa prefektury Mijagi

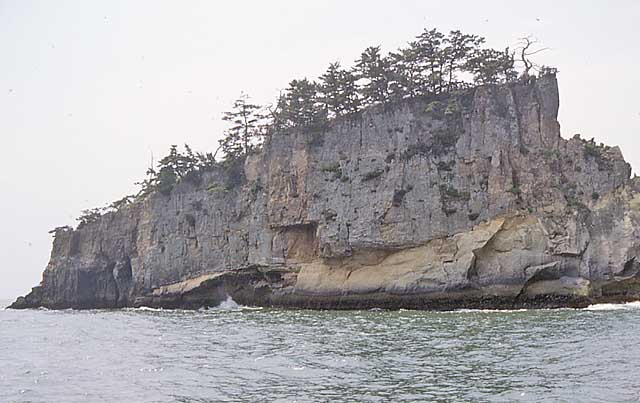
Macušima

Prefektura Mijagi (japonsky: 宮城県, Mijagi-ken) je jednou ze 47 prefektur Japonska. Nachází se v regionu Tóhoku na severu ostrova Honšú. Hlavním městem je Sendai.
Prefektura má rozlohu 7 283,85 km² a k 1. říjnu 2005 měla 2 359 991 obyvatel.

## Historie
Území prefektury Mijagi bylo v minulosti součástí provincie Mucu. Masamune Date postavil hrad v Sendai jako své sídlo odkud vládl Mucu. V roce 1871 byla vytvořena prefektura Sendai a následující rok byla přejmenována na Mijagi.

## Geografie
Prefektura Mijagi leží na pobřeží Tichého oceánu v regionu Tóhoku. V prefektuře se nachází město Sendai, které je největším městem celé oblasti.

### Města
V prefektuře Mijagi leží 13 velkých měst (市, ši):
| - Higašimacušima (東松島) - Išinomaki (石巻) - Iwanuma (岩沼) - Kakuda (角田) - Kesennuma (気仙沼) - Kurihara (栗原) - Natori (名取) | - Ósaki (大崎) - Sendai (仙台 hlavní město) - Šiogama (塩竈) - Široiši (白石) - Tagadžó (多賀城) - Tome (登米) |

## Zajímavosti
Ostrůvky Macušima (松島) porostlé borovicemi jsou jednou ze Tři slavných japonských scenérií.